# Bahnhof Horonai
Der Bahnhof Horonai (jap. 幌内駅, Horonai-eki) ist ein ehemaliger Bahnhof auf der japanischen Insel Hokkaidō. Er befand sich in der Unterpräfektur Sorachi auf dem Gebiet der Gemeinde Mikasa und war von 1882 bis 1987 in Betrieb. Seither ist er Teil eines Eisenbahnmuseums.

## Beschreibung
Horonai war die östliche Endstation eines 2,7 km langen Streckenasts der Horonai-Linie, der im Bahnhof Mikasa abzweigte. Der Bahnhof lag im Ortsteil Horonaichō, einem früher bedeutenden Zentrum des Steinkohlenbergbaus. Er war von Westen nach Osten ausgerichtet und besaß ein Gleis für den Personenverkehr. Das Empfangsgebäude stand an der Nordseite der Anlage. Hinzu kamen fünf Gleise für den Güterverkehr und eine Drehscheibe an der Südseite. Die Strecke führte ostwärts rund 900 Meter weiter zum Horonai-Kohlebergwerk, wo sie stumpf endete.

## Eisenbahnmuseum
Seit 1987, dem Jahr der Stilllegung, ist rund um den Bahnhof das „Mikasa-Eisenbahndorf“ angesiedelt. Dieses Museum über die Eisenbahngeschichte Hokkaidōs ist von Mitte April bis Mitte Oktober geöffnet. Im Freien und in einem neu errichteten Depotgebäude werden zwei Dampflokomotiven, eine Elektrolokomotive, sechs Diesellokomotiven, drei Dieseltriebwagen sowie zahlreiche Personen- und Güterwagen permanent ausgestellt. Ein Zug, bestehend aus einer 1939 von Nippon Sharyō gebauten Tenderlokomotive und zwei umgebauten Güterwagen, befährt einen rund 300 Meter langen Streckenabschnitt im Bahnhofsbereich.

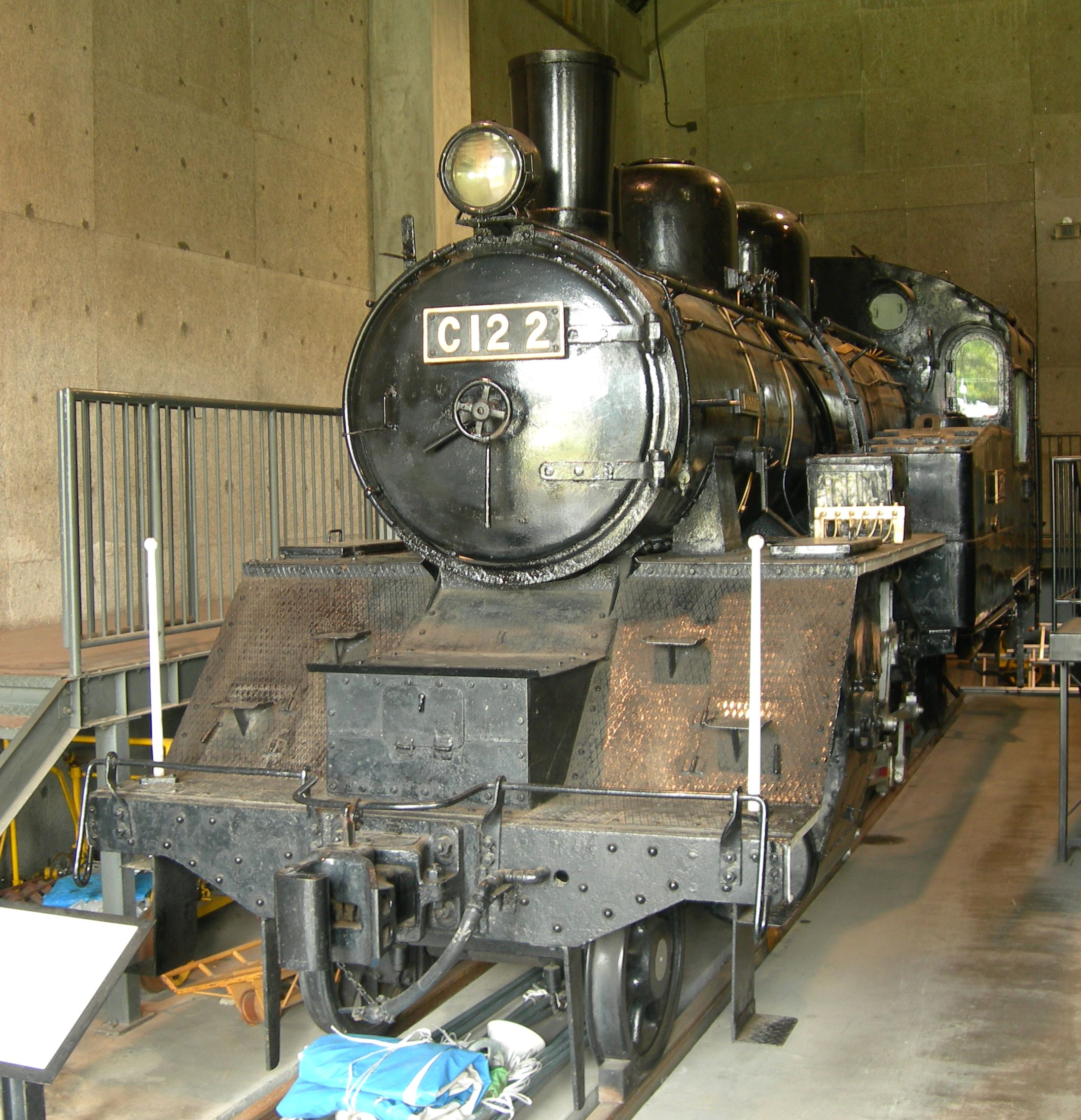
Dampflok JNR-Klasse C12
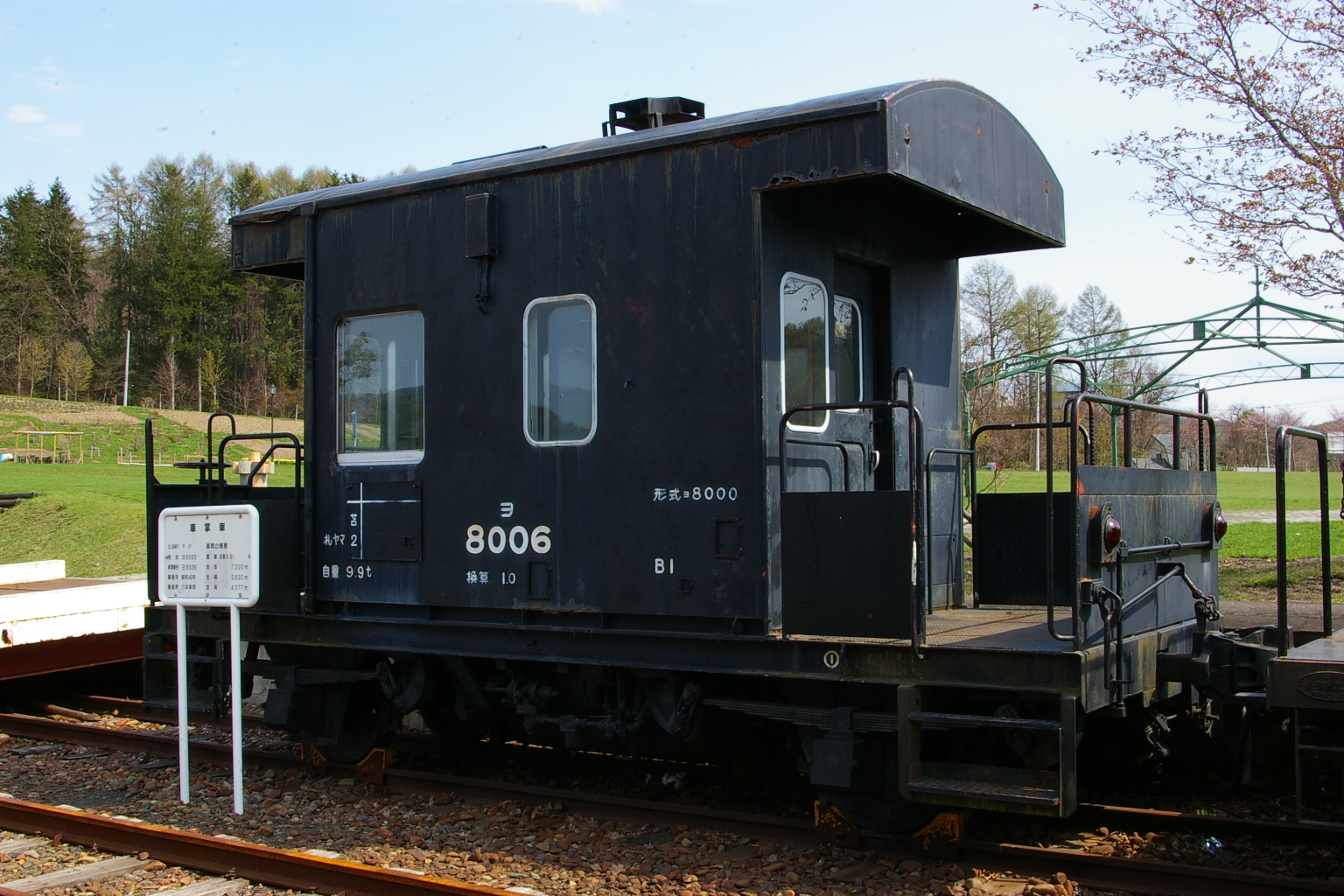
Bremswerwagen
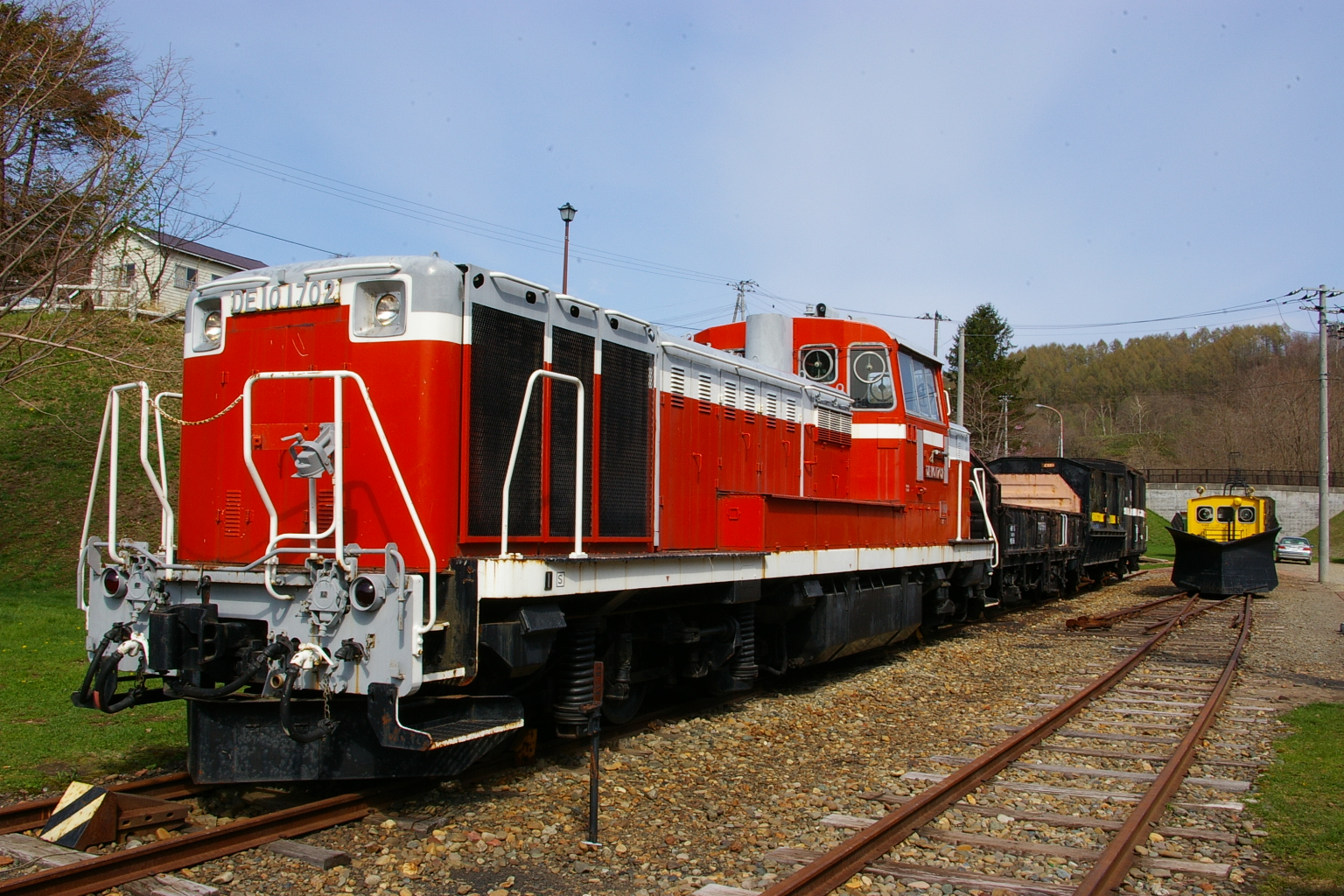
Diesellok DE10
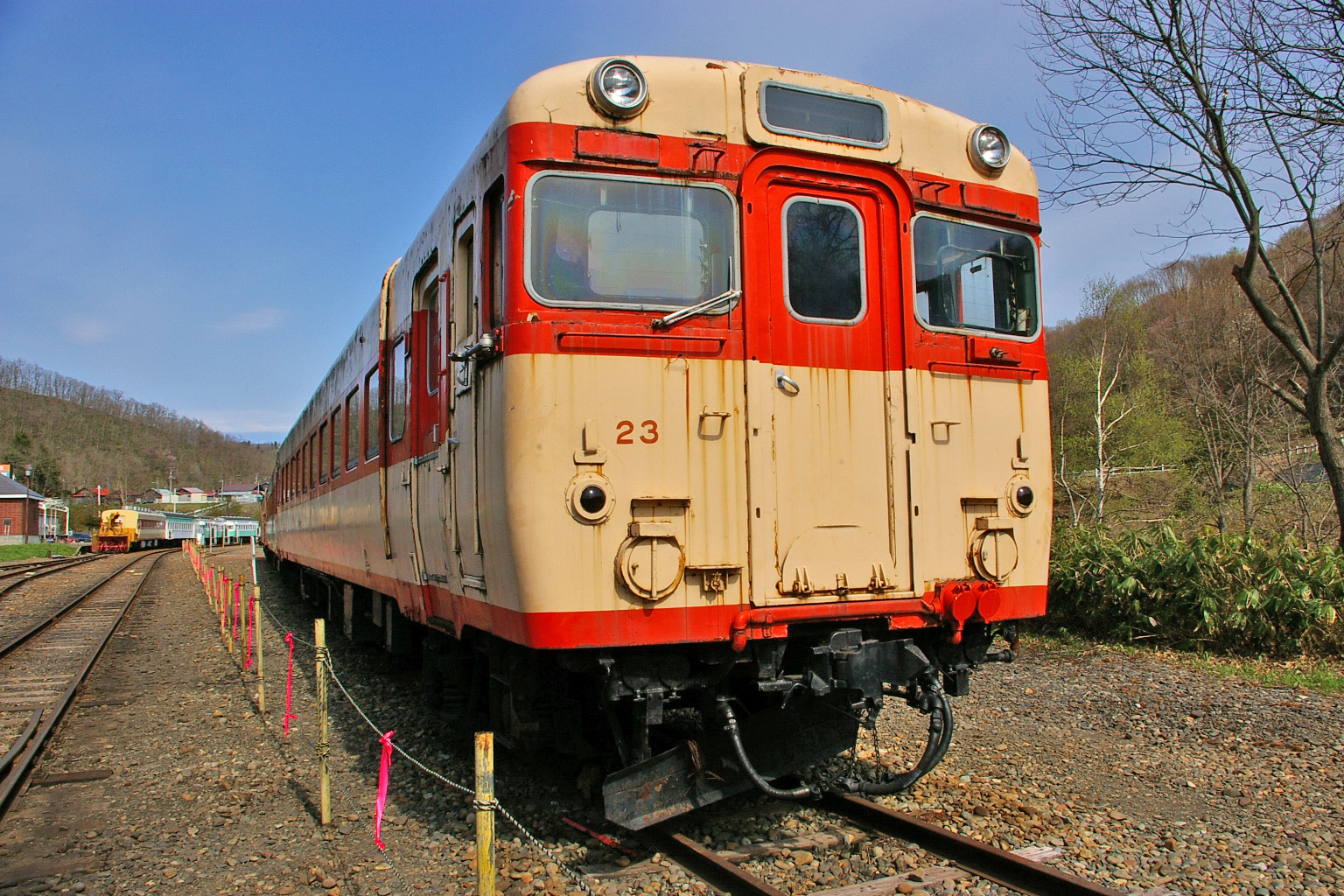
Dieseltriebwagen KiHa 56
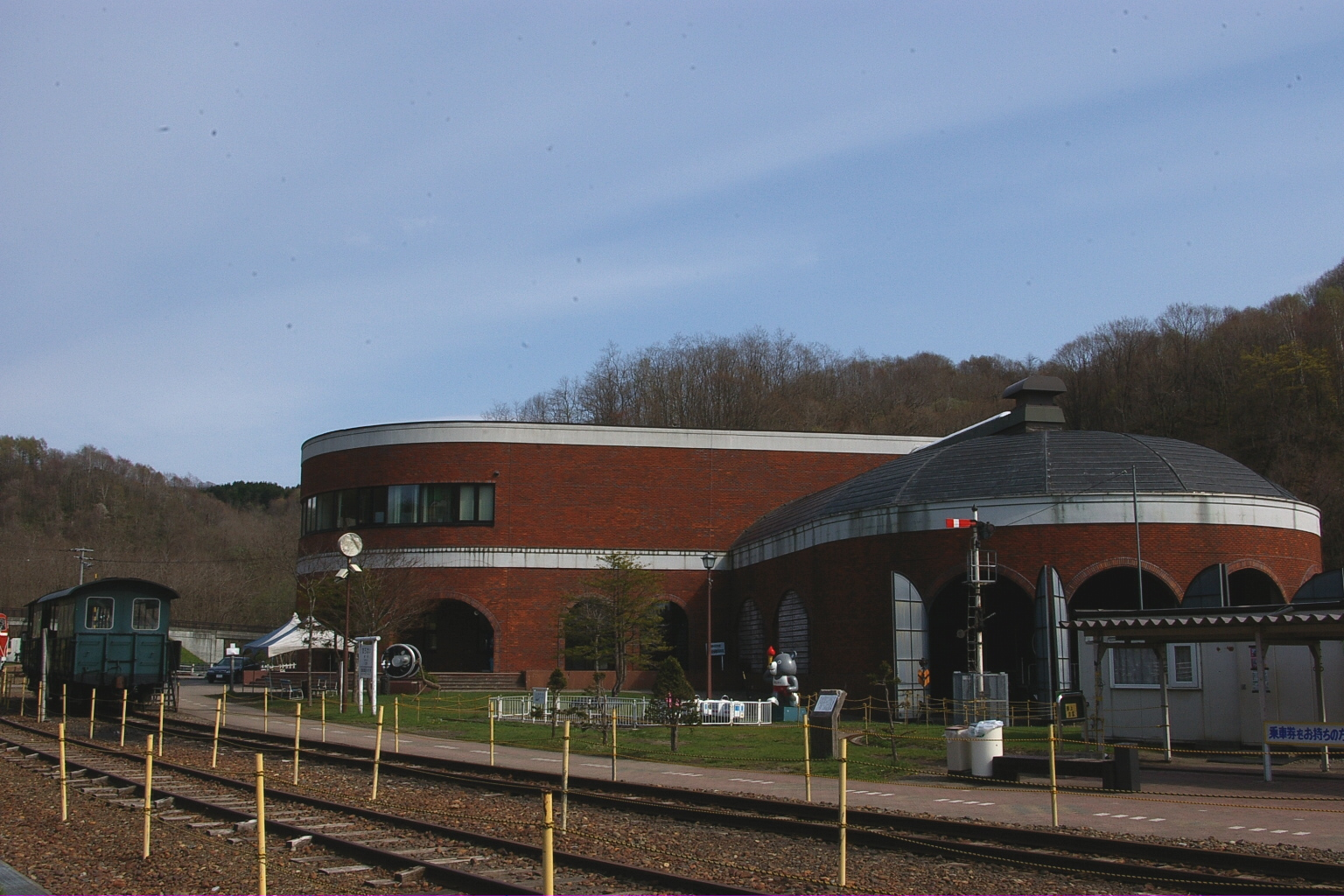
Museumsgebäude
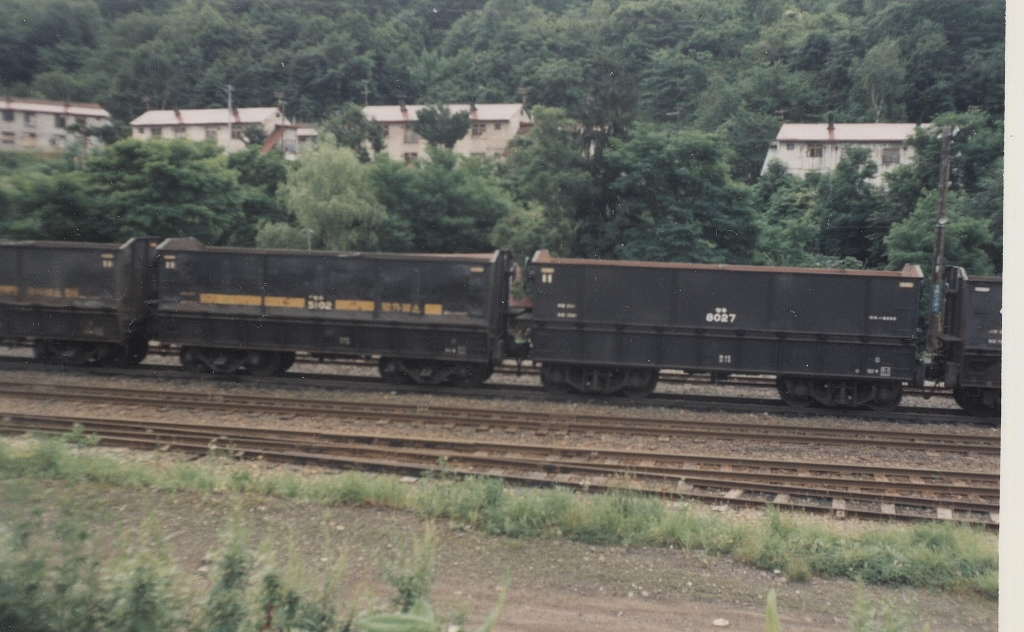
Güterwagen der Typen JNR Seki 3000 und 8000

## Geschichte
Die staatliche Bahngesellschaft Kan’ei Horonai Tetsudō eröffnete den Bahnhof am 13. November 1882. Er war die östliche Endstation der ersten Eisenbahnstrecke auf Hokkaidō, die über Iwamizawa und Sapporo zum Hafen von Temiya bei Otaru führte. Zunächst diente die Strecke ausschließlich dem Transport der in der Gegend abgebauten Steinkohle. Der Personenverkehr wurde am 2. Februar 1883 aufgenommen. Am 11. Dezember 1889 ging die später als Horonai-Linie bezeichnete Strecke in den Besitz der privaten Bergbau- und Bahngesellschaft Hokkaidō Tankō Tetsudō über, wurde aber am 1. Oktober 1906 an den Staat zurückverkauft. Daraufhin war das Eisenbahnamt (das spätere Eisenbahnministerium) für den Betrieb zuständig.
Am 21. März 1898 wurde der Bahnhof um 860 Meter nach Westen an seinen definitiven Standort verschoben, sodass der Güterverkehr zum neu eröffneten Horonai-Kohlebergwerk entflochten werden konnte. Das Empfangsgebäude befand sich zunächst am linken Ufer des Baches Mikasa-Horonai-gawa und war über eine kurze Fußgängerbrücke erreichbar; zwei Jahre später versetzte man es ans rechte Ufer. Die Japanische Staatsbahn stellte am 1. November 1972 den Personenverkehr ein. Nach der Staatsbahnprivatisierung am 1. April 1987 übernahm JR Freight für kurze Zeit den Güterverkehr, bis zur endgültigen Stilllegung der Strecke am 13. Juli 1987.
Die Eröffnung des „Mikasa-Eisenbahndorfes“ rund um den früheren Bahnhof erfolgte am 6. September 1987.